# Prenomi italiani in altre lingue

## Nomi maschili

### A
| Italiano           | Greco                                         | Armeno               | Georgiano             | Ungherese         | Finlandese    | Estone             | Lituano            | Lettone           | Albanese         | Basco     | Maltese    |
| ------------------ | --------------------------------------------- | -------------------- | --------------------- | ----------------- | ------------- | ------------------ | ------------------ | ----------------- | ---------------- | --------- | ---------- |
| Abele              | Άβελ                                          |                      |                       | Ábel              | Apeeli        | Aabel              | Abelis             |                   |                  |           |            |
| Abramo             | Αβραάμ Avraám                                 | Աբրահամ Abraham      |                       | Ábrahám, Ábrám    | Aapo          | Aabraham           | Abraomas           | Abrahams          | Ibrahim          |           |            |
| Achille            | Αχιλλέας Achilléas                            |                      |                       | Achilles          | Akilles       |                    | Achilas            |                   |                  | Akiles    |            |
| Adalberto          |                                               |                      |                       | Adalbert          |               |                    | Adalbertas         | Adalberts         |                  |           |            |
| Adamo              | Αδάμ Adám                                     | Ադամ Adam            |                       | Ádám              | Aatami        | Aadam              | Adomas             | Ādams             |                  |           |            |
| Adeodato           | Αδεοδάτος                                     |                      |                       | Adeodát           |               |                    | Adeodatas          | Adeodāts          |                  |           |            |
| Adolfo             | Αδόλφος                                       |                      |                       | Adolf             | Aadolf, Aatu  | Ahto, Adolf        | Adolfas            | Ādolfs            |                  |           |            |
| Adriano            | Αδριανός Adrianós                             |                      |                       | Adrián            | Ari           | Aivar              | Adrianas           | Adrians           | Adrian           | Adrian    |            |
| Alarico            |                                               |                      |                       | Alaryes           | Alarikki      | Alarik             |                    | Alarihs           |                  |           |            |
| Alberto            | Αλβέρτος Alvértos                             | Ալբերտ Albert        |                       | Albert            | Albert        | Aalbert            | Albertas           | Alberts           | Albert           |           | Albertu    |
| Alessandro, Sandro | Αλέξανδρος Aléxandros                         | Ալեքսանդր Alek'sandr | ალექსანდრე Aleksandre | Alexander, Sándor | Aleksanteri   | Aleksander, Sander | Aleksandras        | Aleksandrs        | Aleksandër, Leka | Alexandro | Alessandru |
| Alessio            | Αλέξιος Aléxios                               | Ալեքսիյ Aleksiy      |                       | Alex              | Aleksi        | Aleksei            | Aleksas            | Aleksis, Aleksejs |                  |           |            |
| Alfonso            | Αλφόνσος                                      |                      |                       | Alfonz            | Alfons        | Alpons, Alfons     | Alfonsas           | Alfons            |                  | Alfontso  | Alfonsu    |
| Alfredo            | Αλφρέδος                                      |                      |                       | Alfréd            | Alfreeti      | Auprid             | Alfredas           | Alfrēds           | Alfred           |           | Alfred     |
| Aloisio, Alvise    |                                               |                      |                       | Alajos            |               | Alo                | Aloyzas            |                   |                  |           | Alwiġi     |
| Ambrogio           | Αμβρόσιος                                     |                      | ამბროსი Ambrosi       | Ambrus            |               |                    | Ambraziejus        |                   | Ambroz           |           |            |
| Amedeo             |                                               |                      |                       | Amadeusz          |               |                    | Amadėjus           | Amadejs           |                  |           |            |
| Amerigo            |                                               |                      |                       | Imre              |               |                    | Amerigas           |                   |                  |           |            |
| Amilcare           |                                               |                      |                       | Hamilkár          |               |                    | Amilkaras          |                   |                  |           |            |
| Anacleto           | Ανάκλητος                                     |                      |                       | Anaklét           |               |                    | Anacletas          | Anaklēts          |                  | Anakleto  |            |
| Anatolio           |                                               |                      |                       | Anatol            |               |                    | Anatolijus         | Anatolijs         |                  |           |            |
| Andrea             | Ανδρέας Andréas                               |                      | ანდრია Andria         | András            | Andreas       | Andre(a)s, Andrus  | Andrius, Andriejus | Andrejs           | Andrea           | Ander     | Andrija    |
| Angelo             | Άγγελος                                       |                      |                       | Angelusz          |               |                    |                    | Anjolo            |                  |           |            |
| Aniceto            | Ανίκητος                                      |                      |                       | Anicét            |               |                    | Anicetas           | Anikets           |                  | Anizeto   |            |
| Anselmo            |                                               |                      |                       | Anzelm            | Anselmi       | Hans               | Anzelmas           | Anselms           | Anselm           | Antselmo  |            |
| Antonio            | Αντώνιος Antónios                             |                      |                       | Antal             | Antero, Antti | Ats, Tõnis         | Antanas            | Anton(ij)s        | Anton            | Antton    | Anton      |
| Aristide           | Αριστείδης                                    |                      |                       | Arisztid          |               |                    | Aristidas          |                   |                  |           |            |
| Armando, Ermanno   | Αρμάνδος Armándos                             |                      |                       | Armand, Herman    | Hermanni      | Hermanni, Herkko   | Hermanas           | Armands           |                  |           |            |
| Aronne             | Ααρών                                         | Ահարոն Esav          |                       | Áron              | Aaron         | Aaron              | Aronas             | Ārons             |                  |           |            |
| Arsenio            | Αρσένιος                                      |                      |                       | Arzén             |               |                    | Arsenijus          |                   |                  |           |            |
| Arturo             | Αρθούρος                                      | Արթուր Art'ur        |                       | Artúr             | Arttu         | Arvus              | Artūras            | Arturs            |                  |           |            |
| Atanasio           | Αθανάσιος Athanásios                          |                      |                       | Atanáz            |               |                    |                    |                   |                  |           |            |
| Augusto, Agostino  | Αύγουστος, Αυγουστίνος Avgoustos, Avgoustínos |                      |                       | Augusztusz        | Aukusti       | Ago                | Augustas           | Augusts           | Agostin          |           |            |
| Aurelio            | Αυρήλιος                                      |                      |                       | Aurél             |               |                    | Aurelijus          | Aurēlijs          |                  |           |            |

### B
| Italiano    | Greco                     | Armeno            | Georgiano   | Ungherese      | Finlandese     | Lituano      | Lettone    | Albanese | Basco     | Maltese   |
| ----------- | ------------------------- | ----------------- | ----------- | -------------- | -------------- | ------------ | ---------- | -------- | --------- | --------- |
| Baldassarre |                           | Բաղդասար Baġdasar |             | Baltazár       |                | Baltazaras   | Baltazars  |          |           |           |
| Baldovino   | Βαλδουίνος                |                   |             | Baldvin        |                | Baldvinas    |            |          |           |           |
| Barnaba     | Βαρνάβας Varnávas         |                   |             | Barnabás       | Barnabas       | Barnabas     |            | Barnaba  |           |           |
| Bartolomeo  | Βαρθολομαίος Vartholoméos |                   |             | Bertalan       | Pertti, Perttu | Baltramiejus |            |          | Bartolome | Bert      |
| Basilio     | Βασίλειος Vassílios       |                   | ვასილ Vasil | Bazil, Vászoly | Pasi           | Bazilijus    | Vasilijs   |          |           | Bażilju   |
| Benedetto   | Βενέδικτος Venédiktos     |                   |             | Benedek        | Pentti         | Benediktas   | Benedikts  | Benedikt | Benedikto | Benedittu |
| Beniamino   | Βενιαμίν                  |                   |             | Benjámin       | Benjamin       | Benjaminas   |            |          |           |           |
| Berengario  |                           |                   |             | Berengár       |                | Berengaras   |            |          |           |           |
| Bernardo    | Βερνάρδος                 |                   |             | Bernát         | Penhartti      | Bernardas    | Berbards   | Bernard  | Bernart   |           |
| Bertrando   |                           |                   |             | Bertram        |                |              |            |          |           |           |
| Biagio      |                           |                   |             | Balázs         |                | Blažiejus    |            | Blez     |           | Bjaġju    |
| Bonifacio   | Βονιφάτιος                |                   |             | Bonifác        |                | Bonifacas    | Bonifācijs |          | Bonifazio |           |
| Boris       | Μπόρις                    |                   | ბორის       | Borisz         | Boris          | Borisas      | Boriss     |          | Boris     |           |
| Bruno       |                           |                   |             | Brúnó          | Pruuno         | Brunonas     | Bruno      |          |           |           |

### C
| Italiano             | Greco                                     | Armeno         | Georgiano               | Ungherese       | Finlandese    | Estone           | Lituano      | Lettone     | Albanese  | Basco       | Maltese    |
| -------------------- | ----------------------------------------- | -------------- | ----------------------- | --------------- | ------------- | ---------------- | ------------ | ----------- | --------- | ----------- | ---------- |
| Caio                 | Γάιος                                     |                |                         | Kájusz          | Gajus         | Kaimar           | Gajus        | Gajs        |           |             |            |
| Callisto             | Κάλλιστος                                 |                |                         |                 |               |                  | Kalikstas    | Kaliksts    |           |             |            |
| Camillo              |                                           |                |                         | Kamill          |               |                  | Kamilas      | Kamils      |           |             |            |
| Candido              |                                           |                |                         | Kandid          |               |                  | Kandidas     |             |           |             |            |
| Carlo                | Κάρολος Károlos                           |                | კარლო Karlo             | Károly          | Kaarle, Kalle | Kaarel           | Karolis      | Kārlis      | Karl      | Karlos      | Karlu      |
| Casimiro             | Κάζιμιρ                                   |                |                         | Kázmér, Kazimír |               |                  | Kazimieras   | Kazimirs    | Kazimir   | Kasimir     |            |
| Celestino            | Καιλεστίνος                               |                |                         | Celesztin       |               | Selestiin        | Celestinas   | Celestīns   |           |             |            |
| Cesare               | Καίσαρας                                  |                |                         | Cézár           |               |                  | Cezaris      | Cēzars      |           | Zesar       |            |
| Ciriaco              | Κυριάκος Kyriákos                         |                |                         | Cirják          |               |                  |              |             |           |             |            |
| Cirillo              | Κύριλλος                                  | Կյուրեղ Kyureġ | კირილე                  | Cirill          |               | Kirill           | Kirilas      | Kirils      | Ciril     |             | Ċirillu    |
| Claudio              | Κλαύδιος                                  |                |                         | Klaudiusz       |               |                  | Klaudijus    | Klaudijs    |           | Klaudio     |            |
| Clemente             | Κλήμης                                    |                |                         | Kelemen         | Klemetti      | Kleemet          | Klemensas    | Klements    | Klement   | Klemente    | Klement    |
| Clodoveo             |                                           |                |                         |                 | Klodvig       |                  | Chlodvigas   |             |           |             |            |
| Cornelio             | Κορνήλιος                                 |                | კორნელი Korneli         | Kornél          |               |                  | Kornelijus   | Kornēlijs   |           | Kornelio    |            |
| Corrado              |                                           |                |                         | Konrád          | Konra         | Konrad           | Konradas     | Konrāds     |           |             |            |
| Cosimo, Cosma        | Κοσμάς Kosmás                             |                |                         | Kozma           |               |                  |              | Kosma       |           |             |            |
| Costante, Costantino | Κωνσταντίνος, Κώστας Konstandínos, Kóstas |                | კონსტანტინე Konstantine | Konstantin      | Kosti         | Konstantin       | Konstantinas | Konstantīns | Kostandin | Konstantino | Kostantinu |
| Cristiano            |                                           |                |                         | Krisztián       | Kristian      | Kristjan, Risto  | Kristijonas  | Kristiāns   |           |             |            |
| Cristoforo           | Χριστόφορος Christóforos                  |                |                         | Kristóf         | Risto         | Risto, Kristofer | Kristupas    | Kristofors  | Kristofor | Kristobal   | Kristofru  |

### D
| Italiano  | Greco               | Armeno        | Georgiano    | Ungherese | Finlandese      | Estone         | Lituano     | Lettone    | Albanese | Maltese |
| --------- | ------------------- | ------------- | ------------ | --------- | --------------- | -------------- | ----------- | ---------- | -------- | ------- |
| Damaso    | Δάμασος             |               |              | Damáz     |                 |                | Damasas     | Damass     |          |         |
| Damiano   | Δαμιανός Damianós   |               |              | Demjén    |                 |                |             |            | Damian   |         |
| Daniele   | Δανιήλ              | Դանիել Daniel |              | Dániel    | Taneli          | Daaniel, Tanel | Danielis    | Daniels    |          |         |
| Dario     | Δαρείος             |               |              | Dárius    |                 |                |             | Darjus     |          |         |
| Davide    | Δαβίδ David         | Դավիթ Davit'  | დავით Davit' | Dávid     | Taavetti, Taavi | Taavet, Taavo  | Davidas     | Dāvids     | David    | David   |
| Demetrio  | Δημήτρης Dimítrios  |               | დემეტრე      | Demeter   |                 | Dmitri         | Demetrijus  | Dmitrijs   | Dhimitër |         |
| Desiderio |                     |               |              | Dezső     |                 | Soov           | Deziderijus | Dezidērijs |          |         |
| Dionigi   | Διονύσιος Dionýsiοs |               |              | Dénes     |                 | Deniss         | Dionizas    | Deniss     | Denis    |         |
| Domenico  | Δομήνικος           |               |              | Dominik   |                 |                | Dominikas   | Dominiks   | Dominik  | Duminku |
| Domiziano | Δομιτιανός          |               |              | Domicián  |                 |                | Domicianas  | Domiciāns  |          |         |
| Donato    |                     |               |              | Donát     |                 |                | Donatas     | Donāts     |          |         |

### E
| Italiano         | Greco                  | Armeno        | Georgiano     | Ungherese         | Finlandese    | Estone       | Lituano     | Lettone             | Basco      | Maltese |
| ---------------- | ---------------------- | ------------- | ------------- | ----------------- | ------------- | ------------ | ----------- | ------------------- | ---------- | ------- |
| Edmondo          | Εντμουντ               |               |               | Edmond            |               |              | Edmundas    | Edmunds             |            |         |
| Edoardo, Eduardo | Εδουάρδος              |               |               | Edvárd            | Eetu          | Edu          | Eduardas    | Edvards, Eduards    |            | Dwardu  |
| Egidio           |                        |               |               | Egyed             |               |              | Egidijus    | Egidijs             |            |         |
| Eleuterio        | Ελευθέριος Elefthérios |               |               |                   |               |              | Eleuterijus | Eleitērijs          |            |         |
| Elia             | Ηλίας                  | Եղիա Eġia     |               | Éliás             | Eelis         | Eelis, Ilja  | Elijas      |                     |            | Elija   |
| Eligio           |                        |               |               | Elígiusz          |               |              | Eligijus    | Elīgijs             |            |         |
| Emanuele         | Εμμανουήλ Emmanouíl    | Մանվել Manvel |               | Immánuel, Emánuel | Immo          |              | Emanuelis   | Emanuels            |            |         |
| Emili(an)o       | Αιμίλιος Aimílios      | Էմիլ Ēmil     |               | Emil(ián)         | Eemeli        | Emiil        | Emilis      | Emils               | Emili(an)o |         |
| Enrico, Enzo     | Ερρίκος                |               |               | Henrik            | Henrik        | Henrik, Erki | Henrikas    | Heinrihs            | Henrike    | Enriku  |
| Erasmo           | Εράσμους               |               |               | Erazmus           | Rasmus        | Ermo         | Erazmas     | Erasms              |            |         |
| Er(i)berto       |                        |               |               | Herbert           |               | Evert        | Herbertas   | Herberts            |            |         |
| Ernesto          |                        |               |               | Ernő              | Ernesti, Erno |              | Ernestas    | Ernests             |            |         |
| Ettore           | Έκτορας                |               |               | Hektor            | Hektor        |              | Hektoras    | Hektors             | Hektor     |         |
| Eugenio          | Ευγένιος Evgénios      |               | ევგენი Evgeni | Eugén, Jenő       | Eugen         |              | Eugenijus   | Jevgēnijs, Eugenijs |            |         |
| Eusebio          | Ευσέβιος               |               |               |                   |               |              | Euzebijus   | Eusebijs            |            |         |
| Eustachio        | Ευστάθιος, Στάθης      |               |               | Eusták            |               |              | Eustachijus |                     | Eustakio   |         |
| Evaristo         | Ευάριστος              |               |               | Evariszt          |               |              | Evaristas   | Evarists            |            |         |
| Ezechiele        |                        |               |               | Ezékiel           |               |              | Ezekielis   |                     | Ezekiel    |         |

### F
| Italiano     | Greco                 | Armeno | Georgiano | Ungherese       | Finlandese       | Estone          | Lituano     | Lettone   | Albanese  | Basco             | Maltese  |
| ------------ | --------------------- | ------ | --------- | --------------- | ---------------- | --------------- | ----------- | --------- | --------- | ----------------- | -------- |
| Fabi(an)o    | Φαβιανός              |        |           | Fábiusz, Fábián |                  |                 | Fabijus     | Fabiāns   | Fabian    | Fabian            |          |
| Federico     | Φρειδερίκος           |        |           | Frigyes         | Feetrikki        | Preedik, Vidrik | Frydrichas  | Fridrihs  | Frederik  | Frederiko         | Federiku |
| Felice       | Φήλιξ                 |        |           | Félix           | Veeliks, Feeliks | Veliks          | Feliksas    | Fēlikss   |           | Felix             | Feliċ    |
| Fer(di)nando | Φερδινάνδος           |        |           | Ferdinánd       | Ferdinand        |                 | Ferdinandas | Ferdinans | Ferdinand | Pernando          |          |
| Filippo      | Φίλιππος Fílippos     |        |           | Fülöp           | Vilppu           | Viilup, Viilo   | Filipas     | Filips    | Filip     | Filipe            | Filippu  |
| Floriano     | Φλωριανός             |        |           | Flórián         |                  |                 | Florijonas  | Florians  |           | Florian           |          |
| Francesco    | Φραγκίσκος Frangískos |        |           | Ferenc          | Frans, Ransu     | Ransu           | Pranciškus  | Francis   | Françesk  | Frantzizko, Patxi | Franġisk |

### G
| Italiano          | Greco               | Armeno              | Georgiano     | Ungherese     | Finlandese     | Estone         | Lituano           | Lettone       | Albanese | Basco         | Maltese  |
| ----------------- | ------------------- | ------------------- | ------------- | ------------- | -------------- | -------------- | ----------------- | ------------- | -------- | ------------- | -------- |
| Gabriele          | Γαβριήλ Gavriíl     | Գաբրիել Gabriel     |               | Gábor         | Kaapo          | Kauri          | Gabrielius        | Gabrielas     |          | Gabriel       | Gabrijel |
| Gaetano           |                     |                     |               | Kajetán       |                |                | Kajetonas         |               | Gaetan   | Kaietano      | Gejtanu  |
| Gaspare           |                     |                     |               | Gáspár        | Kasperi        | Kaspar, Kasper | Kasparas          | Kaspars       |          | Gaspar        |          |
| Gedeone           | Γεδεών              |                     |               | Gedeon        |                |                | Gideonas          |               |          |               |          |
| Gennaro           |                     |                     |               | Január        |                | Janar, Enar    | Januarijus        |               |          |               |          |
| Gerardo           |                     |                     |               | Gellért       | Kerrti         | Gerhard, Gert  | Gerardas          |               |          |               |          |
| Geremia           | Ιερεμίας            |                     |               | Jeremiás      | Jorma          |                |                   |               |          |               |          |
| Gervas(i)o        |                     |                     |               | Gerváz        |                |                | Gervazas          |               |          |               |          |
| Giacinto          | Υάκινθος            |                     |               | Jácint        |                |                | Jacintas          |               |          |               | Ġaċintu  |
| Giacomo, Giacobbe | Ιάκωβ(ος)           | Հակոբ Hakob         | იაკობ Iakob   | Jakab         | Jaakob, Jaakko | Jaak, Jaagup   | Jokūbas           | Jēkabs        | Jakup    | Jakob         | Ġakbu    |
| Gioacchino        | Ιωακείμ Ioakím      |                     |               | Joakim        | Jaakkima       | Joakim         | Joakimas          |               | Joahim   | Joakim        | Ġwakkin  |
| Giordano          | Ιορδάνης Iordánis   |                     |               | Jordán        |                |                | Jordanas          |               |          |               |          |
| Giorgio           | Γεώργιος Geórgios   | Գևորգ Gevorg        | გიორგი Giorgi | György        | Yrjö           | Jüri           | Jurgis            | Juris, Georgs | Gjorgj   | Gorka, Jurgi  |          |
| Giovanni          | Ιωάννης Ioánnis     | Հովհաննես Hovhannes | იოანე Ioane   | János         | Juhani, Johan  | Jaan           | Jonas             | Janis         | Gjon     | Joan          | Ġwann(i) |
| Girolamo          | Ιερώνυμος           |                     |               | Jeromos       |                |                | Jeronimas         | Hieronīms     |          |               |          |
| Giuli(an)o        | Ιούλιος             |                     | გიული Giuli   | Juliánusz     |                |                | Julijonas, Julius | Jūlijs        |          | Julio, Julian | Ġiljan   |
| Giuseppe          | Ιώσηπος, Ιωσήφ      | Հովսեփ Hovsep       | იოსებ Ioseb   | József        | Jooseppi       | Joosep, Joosu  | Juoza(pa)s        | Jāzeps        | Jozef    | Joseba        | Ġużepp   |
| Giust(in)o        | Ιουστίνος           |                     |               | Jusztin       | Justus         | Josti          | Just(in)as        | Justīns       |          | Justino       |          |
| Goffredo          | Γοδεφρείδος         |                     |               | Gotfrid       | Kotfri         | Kutprid        | Gotfridas         | Gotfrīds      |          |               |          |
| Graziano          | Γρατιανός           |                     |               | Gracián       |                |                | Gracianas         |               |          | Graziano      |          |
| Gregorio          | Γρηγόριος Grigórios | Գրիգոր Grigor       | გრიგოლ Grigol | Gergely       | Reijo, Reko    | Greger         | Grigalius         | Gregors       | Gregor   | Gregorio      | Girgor   |
| Gualtiero, Walter |                     |                     |               | Valter        | Valtteri       | Valter         | Valteris          | Valters       |          |               |          |
| Guglielmo         | Γουλιέλμος          |                     |               | Vilmos        | Ville, Vilho   | Villem, Villu  | Vilhelmas         | Vilhelms      |          |               |          |
| Guido             |                     |                     |               | Gujdó, Vitold |                | Viit, Viido    | Gvidas            | Gvido         |          |               |          |
| Gustavo           |                     |                     |               | Gusztáv       | Kustaa         | Gustav         | Gustavas          | Gustavs       |          | Gustabo       |          |

### I
| Italiano  | Greco       | Armeno                      | Georgiano | Ungherese | Finlandese | Estone | Lituano   | Lettonia | Basco      | Maltese    |
| --------- | ----------- | --------------------------- | --------- | --------- | ---------- | ------ | --------- | -------- | ---------- | ---------- |
| Ignazio   | Ιγνάτιος    |                             |           | Ignác     |            |        | Ignacas   | Ignācijs | Ignazio    | Injazju    |
| Ilario    | Ιλάριος     |                             |           | Hiláriusz | Ilari      | Hillar | Hilarijus | Hilārijs |            |            |
| Innocenzo | Ιννοκέντιος |                             |           | Ince      |            |        | Inocentas | Inocents | Inozentzio | Innoċenzju |
| Ireneo    | Ειρηναίος   |                             |           | Ireneus   |            |        | Irenėjas  |          |            |            |
| Isacco    | Ισαάκ       | Իսահակ, Սահակ Isahak, Sahak |           | Izsák     | Iisak      | Iisak  | Izaokas   | Īzaks    | Isaak      |            |
| Isaia     |             | Եսայի Esayi                 |           | Izaiás    | Esa        |        | Izaijas   |          |            |            |
| Isidoro   | Ισίδωρος    |                             |           | Izidor    |            |        | Izidorius | Izidors  |            | Isidoru    |

### L
| Italiano        | Greco             | Armeno       | Georgiano   | Ungherese       | Finlandese  | Estone  | Lituano     | Lettone    | Basco     | Maltese  |
| --------------- | ----------------- | ------------ | ----------- | --------------- | ----------- | ------- | ----------- | ---------- | --------- | -------- |
| Ladislao        | Βλάντισλαβ        |              |             | László, Ulászló |             |         | Vladislovas | Vladislavs |           |          |
| Lazzaro         | Λάζαρος Lázaros   | Ղազար Ġazar  |             | Lázár           |             |         | Lozorius    | Lazars     |           | Lażżru   |
| Leandro         | Λέανδρος Léandros |              |             | Leander         |             |         | Leandras    |            |           |          |
| Leonardo        | Λέοναρντ          |              |             | Lénárd          | Lenhaart    |         | Leonardas   | Leonards   |           |          |
| Leone           | Λέων              | Լևոն Levon   | ლევან Levan | Leó             | Leo         |         | Leonas      | Leons      | Leon      | Iljun    |
| Leonida         | Λεωνίδας Leonídas | Ղևոնդ Ġevond |             | Leónidás        |             |         | Leonidas    | Leonīds    |           |          |
| Leopoldo        | Λεοπόλδος         |              |             | Leopold         |             |         | Leopoldas   | Leopolds   |           | Leopoldu |
| Lorenzo         | Λαυρέντιος        |              |             | Lőrinc          | Lauri       | Lauri   | Laurynas    | Larss      | Lorentzo  | Lawrenz  |
| Lotario         |                   |              |             | Lotár           |             |         | Lotaras     | Lotārs     |           |          |
| Luca            | Λουκάς Lukás      | Ղուկաս Ġukas |             | Lukács          | Luukas      | Luukas  | Lukas       | Lukass     | Lukas     | Luqa     |
| Luciano         | Λουκιανός         |              |             | Lucián          |             |         | Lukianas    | Lukiāns    | Luzi(an)o | Luċjan   |
| Lucio           | Λούκιος           |              |             | Lúciusz         |             |         | Liucijus    | Lucijs     |           |          |
| Luigi, Ludovico | Λουδοβίκος        |              |             | Lajos           | Lutviik(k)i | Luudvik | Liudvikas   |            |           |          |

### M
| Italiano       | Greco           | Armeno           | Georgiano      | Ungherese    | Finlandese     | Estone       | Lituano        | Lettone          | Albanese     | Basco    | Maltese      |
| -------------- | --------------- | ---------------- | -------------- | ------------ | -------------- | ------------ | -------------- | ---------------- | ------------ | -------- | ------------ |
| Macario        | Μακάριος        |                  |                | Makár        |                |              | Makarijus      |                  |              |          |              |
| Marcello       | Μάρκελλος       |                  |                | Marcell      |                |              | Marcelijus     | Marcels          |              | Martzelo |              |
| Marco          | Μάρκος Márkos   |                  |                | Márk         | Markus, Markku | Marko        | Morkus         | Marks            | Mark         | Marko    | Mark         |
| Marino         | Μαρίνος Marínos |                  |                | Marinusz     |                |              | Marinas        | Marīns           | Marin        | Marino   |              |
| Mario          | Μάριος          |                  |                | Máriusz      |                | Maari        | Marius         |                  |              |          |              |
| Martino        | Μαρτίνος        |                  |                | Márton       | Martti         | Martin       | Martynas       | Martins          | Martin       | Martin   | Martin       |
| Massimo        | Μάξιμος         |                  |                | Maxim        | Maks           | Maksim       | Maksimilijonas | Maksims          | Maksim       |          | Massimiljanu |
| Matteo, Mattia | Ματθαίος        |                  |                | Máté, Mátyás | Matteus, Matti | Mait, Madis  | Motiejus       |                  | Matia        | Mateo    | Mattew       |
| Maurizio       | Μαυρίκιος       |                  |                | Móric        | Mauri          | Maris        | Maricijus      |                  |              |          |              |
| Melchiorre     | Μελχιόρ         |                  |                | Mel(c)hior   |                | Meelis       | Melchioras     |                  |              |          |              |
| Metodio        | Μεθόδιος        |                  |                | Metód        |                |              | Metodijaus     |                  |              |          |              |
| Michele        | Μιχαήλ Michaíl  | Միքայել Mik'ayel | მიხეილ Mikheil | Mihály       | Mikael         | Mihkel, Mikk | Mykolas        | Miķelis, Mihails | Mikel, Mihal | Mikel    | Mikiel       |

### N
| Italiano | Greco             | Armeno | Georgiano        | Ungherese            | Finlandese      | Estone    | Lituano   | Lettone        | Basco   | Maltese |
| -------- | ----------------- | ------ | ---------------- | -------------------- | --------------- | --------- | --------- | -------------- | ------- | ------- |
| Narciso  | Νάρκισσος         |        |                  | Nárcisz, Narcisszusz |                 |           | Narcizas  |                |         |         |
| Nicodemo | Νικόδημος         |        |                  | Nikodémusz           | Teemu           |           | Nikodemas | Nikodems       |         |         |
| Nicola   | Νικόλαος Nikólaos |        | ნიკოლოზ Nik'oloz | Miklós               | Nikolaos, Niilo | Nigul(as) | Nikalojus | Nikolajs, Nils | Nikolas | Nikola  |

### O
| Italiano           | Greco           | Armeno | Georgiano | Ungherese | Finlandese | Estone       | Lituano   | Lettone | Basco | Maltese |
| ------------------ | --------------- | ------ | --------- | --------- | ---------- | ------------ | --------- | ------- | ----- | ------- |
| Oddo(ne), Otto(ne) | Όθων(ας)        |        |           | Ottó      | Otto       | Ott(o)       | Otas      | Oto     |       |         |
| Olao               | Όλαφ            |        |           | Olaf      | Olavi      | Olavi        |           | Olafs   |       |         |
| Oliviero           |                 |        |           | Olivér    |            | Olev, Oliver |           |         |       |         |
| Omero              | Όμηρος          |        |           |           |            |              | Homeras   |         |       |         |
| Orazio             | Οράτιος         |        |           | Horác     |            |              | Horacijus |         |       |         |
| Oreste             | Ορέστης Oréstis |        |           | Oresztész |            |              | Orestas   |         |       |         |
| Oscar              |                 |        |           | Oszkár    | Oskari     | Oskar        | Oskaras   | Oskars  | Oskar |         |
| Osvaldo            | Όσβαλντ         |        |           | Oszvald   | Osvaltti   | Osvald       | Osvaldas  |         |       | Oswaldu |
| Ottavio            | Οκτάβιος        |        |           | Oktávián  |            |              | Oktavijus |         |       |         |
| Ovidio             | Οβίδιος         |        |           | Ovídiusz  |            |              | Ovidijus  |         |       |         |

### P
| Italiano      | Greco             | Armeno        | Georgiano   | Ungherese         | Finlandese     | Estone        | Lituano              | Lettone       | Albanese | Basco    | Maltese  |
| ------------- | ----------------- | ------------- | ----------- | ----------------- | -------------- | ------------- | -------------------- | ------------- | -------- | -------- | -------- |
| Paolo         | Παύλος Pavlos     | Պողոս Poġos   | პავლე Pavle | Pál               | Paavali, Paavo | Pavel, Paavo  | Pavelas              | Pauls, Pāvels | Pal      |          | Pawl(u)  |
| Paride        | Πάρις Páris       |               |             | Páris             | Paris          |               | Paris                |               |          |          |          |
| Pasquale      | Πασχάλης Pascális |               |             | Paszkál           |                |               | Paskalis             |               |          | Paskoal  |          |
| Patrizio      | Πατρίκιος         |               |             | Patrícius, Patrik | Patrikki       |               | Patricijus, Patrikas | Patriks       | Patrik   | Patrizio | Patrizju |
| Pietro, Piero | Πέτρος            | Պետրոս Petros | პეტრე Petre | Péter             | Pietari        | Peeter, Priit | Petras               | Pēteris       | Pjetër   | Petri    | Pietru   |

### R
| Italiano | Greco     | Armeno          | Georgiano     | Ungherese | Finlandese    | Estone         | Lituano   | Lettone  | Maltese |
| -------- | --------- | --------------- | ------------- | --------- | ------------- | -------------- | --------- | -------- | ------- |
| Raffaele | Ραφαήλ    | Ռաֆայել Ṙafayel |               | Rafael    | Rafael        |                | Rafaelis  |          |         |
| Raimondo | Ραυμόνδος |                 |               | Rajmund   | Raimo         | Raimund, Raimo | Raimondas | Raimonds |         |
| Remigio  |           |                 |               | Remig     |               |                | Remigijus |          | Remiġ   |
| Riccardo | Ριχάρδος  |                 |               | Richárd   | Rikhard, Riku | Richard, Riho  | Ričardas  | Rihards  |         |
| Roberto  | Ροβέρτος  | Ռոբերտ Ṙobert   | რობერტ Robert | Róbert    | Roope         | Robert         | Robertas  | Roberts  |         |
| Rodolfo  | Ρούντολφ  |                 |               | Rudolf    | Ruutolffi     | Rudolv         | Rudolfas  | Rūdolfs  |         |
| Romano   | Ρωμανός   |                 | რომან Roman   | Román     |               | Roman          | Romanas   | Romāns   |         |

### S
| Italiano     | Greco             | Armeno                                    | Georgiano   | Ungherese   | Finlandese   | Estone        | Lituano      | Lettone    | Basco      | Maltese   |
| ------------ | ----------------- | ----------------------------------------- | ----------- | ----------- | ------------ | ------------- | ------------ | ---------- | ---------- | --------- |
| Samuele      | Σαμουήλ           | Սամվել Samvel                             |             | Sámuel      | Samuli       | Saamuel, Samu | Samuelis     | Salvatore  |            |           |
| Saverio      |                   |                                           |             | Xavér       |              |               | Ksaveras     |            | Xabier     |           |
| Sebastiano   | Σεβαστιανός       |                                           |             | Sebestyén   | Sepu         |               | Sebastijonas | Sebastians | Sebastian  | Bastjan   |
| Sergio       | Σέργιος           | Սարգիս, Սերգեյ, Սերժ Sargis, Sergey, Serž | სერგო Sergo | Szergiusz   |              | Sergei        | Sergijus     | Sergejs    |            |           |
| Sesto, Sisto | Σίξτος            |                                           |             | Szixtusz    |              |               | Sikstas      | Siksts     |            |           |
| Sever(in)o   | Σεβήρος           |                                           |             | Szevér      | Severi       | Seever        | Severinas    | Severīns   | Seber(ino) |           |
| Sigfrido     | Ζίγκφριντ         |                                           |             | Szigfrid    | Sipi         |               | Zygfrydas    | Zigfrīds   |            |           |
| Sigismondo   | Ζίγκμουντ         |                                           |             | Zsigmond    |              |               | Zigmantas    | Zīgmunds   |            |           |
| Silvano      |                   |                                           |             | Szilvánusz  |              |               | Silvanas     |            | Silban     |           |
| Silvestro    | Σίλβεστρος        |                                           |             | Szilveszter | Sylvester    | Silvester     | Silvestras   | Silvestrs  | Silbestre  | Silvestru |
| Simone       | Σίμων             | Սիմոն Simon                               | სიმონ Simon | Simo        | Simo         | Siimon, Simun | Simonas      | Simons     | Simon      |           |
| Stanislao    | Στανισλάβ         |                                           |             | Szaniszló   |              |               | Stanislovas  | Staņislavs | Estanislao |           |
| Stefano      | Στέφανος Stéfanos | Ստեփան Step'an                            |             | István      | Tapani Tahvo | Taban, Tehvan | Steponas     | Stefans    | Estepan    | Stiefnu   |

sabrina

### T
| Italiano  | Greco              | Armeno | Georgiano | Ungherese     | Finlandese    | Estone  | Lituano    | Lettone  | Basco   | Maltese |
| --------- | ------------------ | ------ | --------- | ------------- | ------------- | ------- | ---------- | -------- | ------- | ------- |
| Teodorico |                    |        |           | Theodorik     |               | Tiidrik | Teodorikas |          |         |         |
| Teodoro   | Θεοδώρος Theódoros |        |           | Teodor, Fedor | Teuvo         | Teet    | Teodoras   | Teodors  | Teodoro |         |
| Teofilo   | Θεόφιλος Theófilos |        |           | Teofil        |               |         | Teofilis   |          |         |         |
| Tiberio   | Τιβέριος           |        |           | Tibériusz     |               |         | Tiberijus  | Tibērijs |         |         |
| Timoteo   | Τιμόθεος Timótheos |        |           | Timót         | Timo          | Timo    | Timotiejus |          |         | Timotju |
| Tobia     |                    |        |           | Tóbiás        | Topi(as)      |         | Tobijas    |          |         |         |
| Tommaso   | Θωμάς Thomás       |        |           | Toma          | Tuomas, Tuomo | Toomas  | Tomas      | Tomass   | Tomas   | Tumas   |

### U
| Italiano   | Greco    | Armeno | Georgiano | Ungherese | Finlandese | Estone | Lituano   | Lettone | Basco | Maltese |
| ---------- | -------- | ------ | --------- | --------- | ---------- | ------ | --------- | ------- | ----- | ------- |
| Ugo        |          |        |           | Hugó      | Huugo      | Uku    | Hugas     | Hugo    |       |         |
| Ul(de)rico |          |        |           | Ulrik     | Ulrikki    | Uldrik | Ulrichas  | Uldis   |       |         |
| Umberto    |          |        |           | Humbert   |            | Urmo   | Humbertas |         |       |         |
| Urbano     | Ουρβανός |        |           | Orbán     | Urpo       |        | Urbonas   | Urbāns  |       |         |

### V
| Italiano           | Greco                 | Armeno   | Georgiano         | Ungherese  | Finlandese     | Estone        | Lituano    | Lettone   | Basco    | Maltese   |
| ------------------ | --------------------- | -------- | ----------------- | ---------- | -------------- | ------------- | ---------- | --------- | -------- | --------- |
| Valdemaro          |                       |          |                   | Valdemár   | Valdemar       | Voldemar      | Valdemaras | Valdemars |          |           |
| Valente, Valentino | Βαλεντίνος Valentínos |          |                   | Bálint     | Valenti(n)     |               | Valentinas | Valentins | Valentin | Valentinu |
| Valeri(an)o        | Βαλέριος Valérios     |          | ვალერიან Valerian | Valér(ián) |                | Valeri        | Valerijus  | Valerijs  |          |           |
| Venceslao          |                       |          |                   | Vencel     |                |               | Vaclovas   | Vāclavs   |          |           |
| Vincenzo           | Βικέντιος Vikéntios   |          |                   | Vince      |                |               | Vincentas  | Vikentijs |          | Vinċenz   |
| Virgilio           | Βιργίλιος             |          |                   | Virgil     |                | Viljo         | Vergilijus |           |          | Virġilju  |
| Vitale, Vitaliano  |                       |          |                   | Vitális    |                | Vitali        | Vitalijus  | Vitalijs  |          |           |
| Vittorio           | Βίκτωρ Víktor         |          |                   | Viktor     | Vihtori, Vitto | Viktor, Vitor | Viktoras   | Viktors   | Viktor   | Vitor     |
| Vladimiro          | Βλαδίμηρος Vladímiros | Վլադիմիր | ვლადიმერ Vladimer | Vladimír   | Vladimir       | Vladimir      | Vladimiras | Vladimirs |          |           |

### Z
| Italiano | Greco     | Armeno | Georgiano        | Ungherese | Finlandese | Lituano    | Lettone  | Basco    | Maltese   |
| -------- | --------- | ------ | ---------------- | --------- | ---------- | ---------- | -------- | -------- | --------- |
| Zaccaria | Ζαχαρίας  |        | ზაქარია Zakharia | Zakariás  | Sakari     | Zacharijus | Zahārijs | Zakarias | Żakkarija |
| Zefirino | Ζεφυρίνος |        |                  |           |            | Zefyrinas  | Zefirīns |          |           |
| Zeno(ne) | Ζήνων     |        |                  | Zénó      | Zenon      | Zenonas    |          |          |           |

## Nomi femminili

### A
| Italiano   | Greco     | Ungherese  | Finlandese | Estone     | Lituano    | Lettone    | Irlandese |
| ---------- | --------- | ---------- | ---------- | ---------- | ---------- | ---------- | --------- |
| Adelaide   | Αδελαΐδα  | Adelaida   |            | Aada       | Adelė      | Adele      |           |
| Adriana    | Αδριανή   | Adriána    |            |            | Adrija     |            |           |
| Agata      | Αγαθή     | Ágota      |            | Aet        | Agota      |            | Agata     |
| Agnese     |           | Ágnes      | Aune       | Anes       | Agnė       |            | Aignéis   |
| Alessandra | Αλεξάνδρα | Alexandra  | Aleksandra | Aleksandra | Aleksandra | Aleksandra |           |
| Anastasia  | Αναστασία | Anasztázia |            | Asta       | Anastazija | Anastasija | Annstas   |
| Anna       | Άννα      | Anna       | Anna       | Anna       | An(n)a     |            | Ánna      |
| Antonia    | Αντωνία   | Antónia    |            |            |            | Antonija   |           |
| Apollonia  | Αππολωνία | Apollónia  |            |            | Apolonija  |            |           |
| Augusta    | Αυγουστία | Auguszta   |            |            | Augustė    |            | Aibhistin |

### B
| Italiano  | Greco       | Ungherese | Finlandese    | Estone    | Lituano  | Lettone  |
| --------- | ----------- | --------- | ------------- | --------- | -------- | -------- |
| Barbara   | Βαρβάρα     | Borbála   |               |           | Barbora  | Barbara  |
| Beatrice  | Βεατρίκη    | Beatrix   |               | Bjatriise | Beatričė | Beatrise |
| Benedetta | Βενεδικτίνη | Benedikta |               | Benedikta |          | Benita   |
| Bianca    |             | Bianka    |               |           |          |          |
| Brigida   |             | Brigitta  | Pirkko, Pirjo | Berit     | Brigita  | Brigita  |

### C
| Italiano | Greco      | Ungherese  | Finlandese | Estone        | Lituano     | Lettone             |
| -------- | ---------- | ---------- | ---------- | ------------- | ----------- | ------------------- |
| Carlotta |            | Sarlota    | Lotta      |               |             |                     |
| Carolina |            | Karolina   | Karoliina  | Karoliina     | Karolina    |                     |
| Caterina | Κατερίνα   | Katarina   | Katariina  | Katrin, Kadri | Katrė       | Jekaterina, Katrina |
| Cecilia  |            | Cecília    | Silja      |               | Cecilė      |                     |
| Chiara   | Κλάρα      | Klára      | Klaara     | Kaire         |             |                     |
| Claudia  |            | Klaudia    |            |               | Klaudija    |                     |
| Costanza | Κωνσταντία | Konstancia |            | Kaisa         | Konstancija |                     |
| Cristina | Χριστίνα   | Krisztina  |            | Kristina      | Kristina    | Kristina            |

### E
| Italiano   | Greco    | Ungherese | Finlandese | Estone       | Lituano  | Lettone   |
| ---------- | -------- | --------- | ---------- | ------------ | -------- | --------- |
| Edvige     |          | Hedvig    |            |              | Jadvyga  |           |
| Elena      | Ελένα    | Heléna    |            | Eläna, Hele  |          | Helena    |
| Eleonora   | Ελεονώρα | Eleonóra  |            | Eljonor      | Eleonora |           |
| Elisa      |          | Eliza     | Eleisa     | Eliisa, Elis |          | Elisa     |
| Elisabetta | Ελησάβετ | Erzsébet  |            | Eliisabet    | Elžbieta | Elizabete |
| Elvira     |          | Elvira    | Elviira    | Elvi         | Elvyra   | Elvira    |
| Ester      |          | Eszter    |            | Ester        |          |           |
| Eugenia    | Ευγενία  | Eugénia   | Senni      |              | Eugenija | Jevgenija |
| Eva        | Έβα      | Éva       | Eeva       | Eeva, Ivi    |          |           |

### F
| Italiano  | Greco      | Ungherese | Finlandese | Estone  | Lituano   | Lettone  |
| --------- | ---------- | --------- | ---------- | ------- | --------- | -------- |
| Federica  | Φρειδερίκη | Friderika | Riikka     | Vidrika |           | Fridihsa |
| Francesca |            | Franciska |            |         | Pranciška |          |

### G
| Italiano | Greco | Ungherese | Finlandese | Estone | Lituano  | Lettone  |
| -------- | ----- | --------- | ---------- | ------ | -------- | -------- |
| Geltrude |       | Gertrúd   | Kerttu     | Kertu  | Gertrūda | Gertrude |
| Giulia   |       | Júlia     | Juulia     | Julia  | Julija   | Julija   |

GIUSY

### I
| Italiano | Greco  | Ungherese | Finlandese | Estone | Lituano | Lettone |
| -------- | ------ | --------- | ---------- | ------ | ------- | ------- |
| Irene    | Ειρήνη | Iréne     |            |        | Irena   |         |

### L
| Italiano | Greco | Ungherese | Finlandese | Estone  | Lituano | Lettone |
| -------- | ----- | --------- | ---------- | ------- | ------- | ------- |
| Laura    |       | Laura     |            |         | Laura   | Laura   |
| Lucia    |       | Luca      |            | Loviise | Liucija | Lucija  |

### M
| Italiano   | Greco     | Ungherese | Finlandese | Estone          | Lituano   | Lettone         |
| ---------- | --------- | --------- | ---------- | --------------- | --------- | --------------- |
| Maddalena  | Μαγδαληνή | Magdolna  | Matleena   | Mäetlena, Madli | Magdalena |                 |
| Margherita |           | Margit    | Marketta   | Maret, Margit   | Margarita | Margarita       |
| Maria      | Μαρία     | Mária     | Ma(a)ria   | Maarja          | Marija    | Marija          |
| Matilde    |           | Matild    | Matilda    |                 |           |                 |
| Michela    |           | Mihala    | Mikaela    | Mihkela         | Mykela    | Mikela, Mihaila |
| Monica     |           | Mónika    |            | Monika          | Monika    |                 |

### N
| Italiano | Greco | Ungherese | Finlandese | Estone | Lituano  | Lettone  |
| -------- | ----- | --------- | ---------- | ------ | -------- | -------- |
| Nadia    |       | Nádja     |            |        |          | Nadezda  |
| Natalia  |       | Natália   |            |        | Natalija | Natalija |

### O
| Italiano | Greco    | Ungherese        | Finlandese | Estone     | Lituano | Lettone |
| -------- | -------- | ---------------- | ---------- | ---------- | ------- | ------- |
| Olga     | Όλγα     | Olga             | Olga, Oili | Olga, Olli |         | Olga    |
| Orsola   | Ούρσουλα | Orsolya, Urszula | Ursula     |            |         |         |

### P
| Italiano   | Greco      | Ungherese  | Finlandese | Estone | Lituano   | Lettone |
| ---------- | ---------- | ---------- | ---------- | ------ | --------- | ------- |
| Patrizia   |            | Patrícia   |            |        | Patricija |         |
| Petronilla | Πετρονίλλα | Petronella |            |        | Petronėlė |         |

### R
| Italiano | Greco   | Ungherese | Finlandese | Estone       | Lituano | Lettone |
| -------- | ------- | --------- | ---------- | ------------ | ------- | ------- |
| Rachele  | Ραχήλ   | Ráhel     | Raakel     | Raahel       | Rachelė |         |
| Rebecca  | Ρεβέκκα | Rebeka    | Rebekka    | Rebeka, Reet |         |         |

### S
| Italiano | Greco  | Ungherese | Finlandese | Estone       | Lituano   | Lettone |
| -------- | ------ | --------- | ---------- | ------------ | --------- | ------- |
| Sara     | simona | Sára      | Saara      | Saara        | Sara      |         |
| Sofia    | Σοφία  | Szófia    | Sofia      | Soviia, Viia | Sofija    | Sofija  |
| Sonia    |        | Sónea     | Sonia      | Sonja        | Sonea     | Sonja   |
| Stefania |        | Stefánia  |            |              | Stefanija |         |

### T
| Italiano | Greco   | Ungherese | Finlandese | Estone  | Lituano | Lettone |
| -------- | ------- | --------- | ---------- | ------- | ------- | ------- |
| Tatiana  | Τατιάνα | Tatjána   |            | Tatjana |         | Tatjana |
| Teresa   |         | Teréz     |            | Triinu  | Teresė  | Tereze  |

### V
| Italiano  | Greco     | Ungherese      | Finlandese | Estone   | Lituano   | Lettone        |
| --------- | --------- | -------------- | ---------- | -------- | --------- | -------------- |
| Valentina | Βαλεντίνα | Valentina      |            | Valli    | Valentina | Valentina      |
| Veronica  | Βερονίκη  | Veronika       |            | Veronika | Veronika  | Veronika       |
| Viola     | Βιολέτα   | Viola, Viorika |            | Vilja    | Violeta   | Viola, Violeta |
| Vittoria  | Βικτώρια  | Viktória       |            |          | Viktorija | Viktorija      |